# Variedades transilvanas del rumano

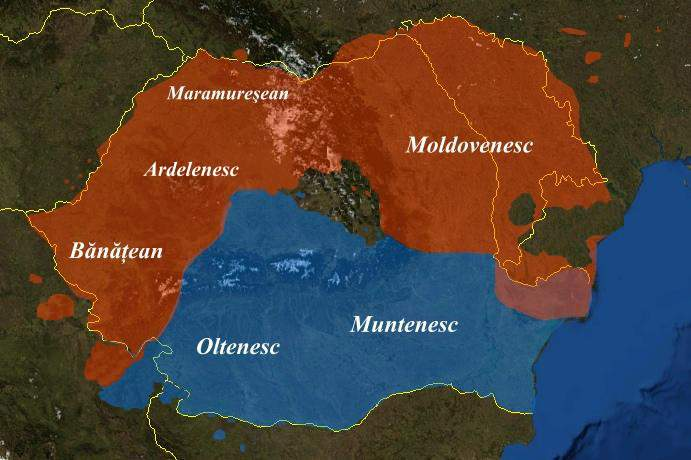
Mapa de dialectos dacorrumanos (división entre geolectos norte-sur)

Las variedades transilvanas del rumano (subdialectele/graiurile transilvănene) son un grupo de dialectos del idioma rumano (dacorrumano). Estas variedades cubren la región histórica de Transilvania, excepto varias áreas grandes a lo largo de los bordes hacia los dialectos vecinos. 
Las variedades de Transilvania son parte del grupo norteño de dialectos rumanos, junto con el dialecto moldavo y el del Banato. 
Entre las variedades de Transilvania, el dialecto Crișana es más fácil de distinguir, seguido del dialecto Maramureș. Menos distintas son otras dos áreas dialectales, una en el noreste y otra en el centro y sur. 

## Clasificación
A diferencia de los otros dialectos rumanos, los de Valaquia, Moldavia y Banato, el rumano de Transilvania se divide en muchas variedades de habla local más pequeñas y menos distintas, lo que dificulta su clasificación dialectal. Las clasificaciones hechas hasta el final del siglo XIX incluían un dialecto transilvano, pero tan pronto como los datos detallados del lenguaje estuvieron disponibles (a principios del siglo XX), este punto de vista fue abandonado. En 1908, Gustav Weigand utilizó las diferencias fonéticas y llegó a la conclusión de que el idioma rumano en Transilvania era un mosaico de variedades de transición. Investigadores posteriores estuvieron de acuerdo con su punto de vista. 
Emil Petrovici sugirió que esta fragmentación dialectal podría atribuirse al hecho de que Transilvania ha estado habitada por más tiempo y tuvo suficiente tiempo para diferenciarse y dividirse en pequeñas células dialectales, determinadas por la geografía, mientras que Moldavia y Valaquia fueron colonizadas relativamente recientemente, lo que condujo a una notable colonización. unidad dialectal en cada una de esas dos regiones.

## Características fonéticas
Como grupo, todas las variedades de Transilvania comparten una pequeña cantidad de características fonéticas comunes: 
- Las vocales acentuadas [e, ə, o] abren a [ɛ, ɜ, ɔ].
- Después de [s, z, t͡s], y en algunas variedades también después de [ʃ, ʒ, r], se producen los siguientes cambios vocálicos: [e] se convierte en [ə], [i] se convierte en [ɨ] y [e̯a] se reduce a [a].
- El diptongo [ɨj] encontrado en el dialecto de Valaquia se realiza aquí como el monótono [ɨ]: [ˈkɨne, ˈmɨne, ˈpɨne] para câine, mâine, pâine.
- Las vocales estresadas tienden a pronunciarse por más tiempo.
- La vocal [a] antes de una sílaba acentuada se cierra a [ə].
- En una serie de verbos, el énfasis cambia a la raíz: [ˈblastəm, ɨnˈfəʃur, ˈstrəkur, ˈməsur] para blestém, înfășór, strecór, măsór estándar.
- La vocal [u] se encuentra en el paradigma completo de los verbos a durmi, a adurmi ("dormir, quedarse dormido", comparar con a dormi, a adormi).